# Nikon FM3A
Die Nikon FM3A ist eine Kleinbild-Spiegelreflexkamera mit Offenblende-Innenmessung für Wechselobjektive des Nikon-F-Systems ohne Autofokus des japanischen Herstellers Nikon. AF-Objektive mit Blendenring für Nikon-F-Anschluss sind nutzbar, müssen aber manuell fokussiert werden.
Die Kamera ist Nachfolger der Nikon FM2. Wie ihre Vorgängerin gilt sie als robust und zuverlässig.
Ihre Besonderheit ist die hybride Verschlusssteuerung. Im Manuellbetrieb werden sämtliche Verschlusszeiten stufig mechanisch gesteuert. Im Zeitautomatik-Betrieb wird der gesamte Verschlusszeitenbereich stufenlos elektronisch gesteuert. Eine Abblendtaste, eine Messwertspeichertaste und ein mechanischer Selbstauslöser sind vorhanden. Die Filmempfindlichkeits-Einstellung reicht per DX von ISO 25/15° bis ISO 5000/38° und manuell von ISO 12/12° bis ISO 6400/39°. Der Filmtransport erfolgt manuell per Schnellschalthebel oder motorisch mit dem als Zubehör erhältlichen Filmtransportmotor Nikon MD-12 (max. 3,5 B/s). Die FM3A kann auch ohne Batterien betrieben werden, dann aber nur im Manuellbetrieb und ohne Belichtungsmessung.
Die Kamera wurde mit einem chromfarbenen wie auch mit einem schwarzen Gehäuse gefertigt. Sie war das letzte Modell in der semiprofessionellen Reihe der Nikon-MF-Kameras; die 1995 eingeführte und bis 2015 hergestellte Nikon FM10 war eine wesentlich einfachere Kamera, die nicht von Nikon selbst, sondern von Cosina hergestellt wurde.